# Unterkrähwald
Unterkrähwald (slow. Spodnje Hreblje) war eine Ortschaft in der Gemeinde Brückl im Bezirk Sankt Veit an der Glan in Kärnten. Die Streusiedlung hatte Mitte des 19. Jahrhunderts noch über hundert Einwohner. Durch die Land- und Höhenflucht wurden zunächst die meisten Höfe und in der zweiten Hälfte des 20. Jahrhunderts auch die Ortschaft als solche aufgelassen. Die wenigen verbliebenen Häuser werden heute als zur Ortschaft Christofberg (Gemeinde Brückl) gehörend betrachtet.

## Lage
Die Ortschaft lag im Südosten des Bezirks Sankt Veit an der Glan, im Südosten der Gemeinde Brückl, auf dem Gebiet der Katastralgemeinde St. Filippen. Sie bestand aus einer Streusiedlung im Zinnobergraben und am Apetschnigkogel, etwa auf halbem Weg zwischen der Filialkirche Christofberg im Südwesten und dem Lippekogel (Oberkrähwald) im Nordosten. Im Franziszeischen Kataster waren in diesem Bereich die Hofnamen Wartschler, Illgo, Hans, Krall, Achatz, Stephl, Brachnigg, Weissenbrunner, Ladinig, Gallischnig, Betzer und Apetschnig verzeichnet.

## Geschichte
In der ersten Hälfte des 19. Jahrhunderts gehörte der Ort zum Steuerbezirk Osterwitz. Bei Gründung der Ortsgemeinden im Zuge der Reformen nach der Revolution 1848/49 kamen der Ort an die Gemeinde St. Filippen. Seit der Gemeindezusammenlegung 1865 gehörte die Ortschaft zur Gemeinde Brückl, die bis 1915 den Namen St. Johann am Brückl führte.

## Bevölkerungsentwicklung
Für die Ortschaft zählte man folgende Einwohnerzahlen:
- 1869: 14 Häuser, 123 Einwohner[1]
- 1880: 12 Häuser, 98 Einwohner[2]
- 1890: 11 Häuser, 97 Einwohner[3]
- 1900: 11 Häuser, 69 Einwohner[4]
- 1910: 12 Häuser, 75 Einwohner[5]
- 1923: 11 Häuser, 52 Einwohner[6]
- 1934: 40 Einwohner[7]
- 1961: 5 Häuser, 14 Einwohner[8]